# Karla Monroig
Karla Monroig,  (ur. 5 marca 1979 w  Guayama (Portoryko), aktorka i modelka, w Polsce znana z telenowel Miłość jak czekolada (2007), Twarz Analiji (2008), Diabeł wie lepiej (2009) oraz Ktoś Cię obserwuje (2010). Znalazła się na liście 50 najpiękniejszych w magazynie "People Espanol".

## Filmografia
- Más Allá del Límite (Beyond the Limit)
- Ogień duszy (Fuego en el Alma)
- Ja wierzę w Świętego Mikołaja (Yo Creo en Santa Claus)
- Twoja niewinność (Inocente de Ti) (występ specjalny) (Televisa, 2005)
- Dziedziczka i pani (Dueña y Señora) (Coral, 2006) - jako Adriana.
- Miłość jak czekolada (Dame Chocolate)  (Telemundo, 2007) - jako Samantha/Debora Porter.
- Decisiones  (Telemundo, 2008)
- Twarz Analiji (El rostro de Analia)  (Telemundo, 2008) - jako Isabel Martinez.
- Diabeł wie lepiej (Más Sabe el Diablo) (Telemundo, 2009) - jako Virginia Davila.
- Ktoś Cię obserwuje (Alguien Te Mira) (Telemundo, 2010) - jako Matilde Larrain
- Dom po sąsiedzku (La Casa de al Lado) (Telemundo, 2011) - jako Rebeca Arismendi